# Hydraena tubuliphallis
Hydraena tubuliphallis är en skalbaggsart som beskrevs av Manfred A. Jäch 1982. Hydraena tubuliphallis ingår i släktet Hydraena och familjen vattenbrynsbaggar. Inga underarter finns listade i Catalogue of Life.